# Siphocampylus soraticus
Siphocampylus soraticus är en klockväxtart som beskrevs av Franz Elfried Wimmer. Siphocampylus soraticus ingår i släktet Siphocampylus och familjen klockväxter. Inga underarter finns listade i Catalogue of Life.